# Шансон
Шансо́н (фр. chanson — песня):
1. французское название жанра куртуазной песни (сравните «канцона», «канцо», «кансьон» в романских языках — итал. canzone, кат. cançó, исп. cancion; дословно — «песня»);
2. французская эстрадная песня в стиле кабаре.

## Общая характеристика
Жанры шансона использовали певцы французских кабаре в конце XIX века — первой половине XX века. Наиболее известными из них являются Аристид Брюан, Мистингетт. Из кабаре данная модификация шансона перешла во французскую эстрадную музыку XX века.
Наряду с жанром кабаре, в то же время во французской песне существовало направление «реалистической песни» (chanson réaliste), представляемое практически исключительно женщинами; самыми известными исполнительницами были Дамия, Фреэль и Эдит Пиаф.
В 1950-х годах оформились два главных направления оригинальной франкоязычной песни, существующие до настоящего времени:
- Жанр классического шансона, где первостепенное значение придается поэтической компоненте песни и автор, как правило, сам является исполнителем. Этот жанр связывается в первую очередь с именами Мориса Шевалье, Шарля Трене и Эдит Пиаф, которая продолжала традицию реалистической песни. Крупнейшими представителями этого направления являются французы Лео Ферре, Жорж Брассенс и бельгиец Жак Брель; также всемирно известны Шарль Азнавур и Сальваторе Адамо, хотя их творчество ближе к традиционной эстрадной песне. Именно представители этого поэтическо-музыкального направления в полной мере соответствуют термину шансонье (chansonnier).
- Представители так называемого «нового шансона» (nouvelle chanson), или «новой сцены» (nouvelle scène française) — это молодое поколение французских эстрадных артистов. В своём творчестве они не отказываются от использования новейших приёмов современной легкой музыки, включая элементы рока, латиноамериканские и разнообразные иные этнические ритмы, электронную музыку и т. д.; но по-прежнему очень требовательно относятся к текстам своих песен. Начало «нового шансона» связывают с именем Доминика А и относят к последнему десятилетию XX века. Среди шансонье, пришедших на сцену в XXI веке, Бенжамен Бьёле, его сестра Корали Клеман, Керен Анн, Оливия Руиз и многие другие.

Другое направление французской песни второй половины XX века — эстрадная песня, которую исполняют chanteurs (певцы). Представители этого направления тоже нередко являются исполнителями песен собственного сочинения (поэтами и/или композиторами), но в силу облегчённости поэтического содержания они не являются шансонье в полном смысле этого слова. Всемирно известными исполнителями французских эстрадных песен являются:
- Заз
- Ив Монтан,
- Мирей Матье,
- Джо Дассен,
- Далида,
- Патрисия Каас,
- Анри Сальвадор,
- Энрико Масиас,
- Лара Фабиан,

- Нольве́нн Леруа́.

Граница между шансоном и эстрадной песней достаточно условна, и далеко не всякого франкоязычного певца можно однозначно отнести к тому или другому направлению. За пределами франкоязычных стран часто всех исполнителей, поющих на французском языке, называют шансонье.
Влиянию шансона на музыку Франции посвящена книга «Шансон как необходимый компонент истории Франции».

## Другие представители классического франкоязычного шансона
- Анна Марли
- Анри Ташан
- Барбара
- Бернар Лавильер
- Ги Беар
- Жак Дютрон
- Жак Устен
- Жан Ферра
- Жильбер Беко
- Жорж Мустаки
- Жорж Шелон
- Жюльетт Греко
- Ив Жамэ
- Максим Лефорестье
- Милен Фармер
- Мишель Сарду
- Нино Ферре
- Серж Генсбур
- Серж Лама
- Серж Реджани
- Филипп Лафонтен
- Франсис Кабрель
- Франсис Лемарк
- Изабель Обре
- Франсуаза Арди
- Шарль Азнавур
- Эдит Пиаф